# Bunte Blattwanze
Die Bunte Blattwanze (Elasmostethus interstinctus) ist eine auffällige Wanze (Heteroptera) aus der Familie der Stachelwanzen (Acanthosomatidae) mit lebhaft grünroter Färbung.

## Verbreitung und Lebensweise
Die Bunte Blattwanze ist von Europa bis Sibirien verbreitet und ist relativ häufig. Sie lebt vor allem auf sonnenbeschienenen Gebüschen und Laubbäumen, besonders auf Birken (Betula), Erlen (Alnus) und Weißdorn (Crataegus), an deren Blüten und Blättern sie saugt. Zuweilen wird sie auch in Bodennähe an Kräutern gefunden. Die Überwinterung erfolgt im Erwachsenenstadium. Ihre Larven sind von Juni bis August zu finden.

## Merkmale

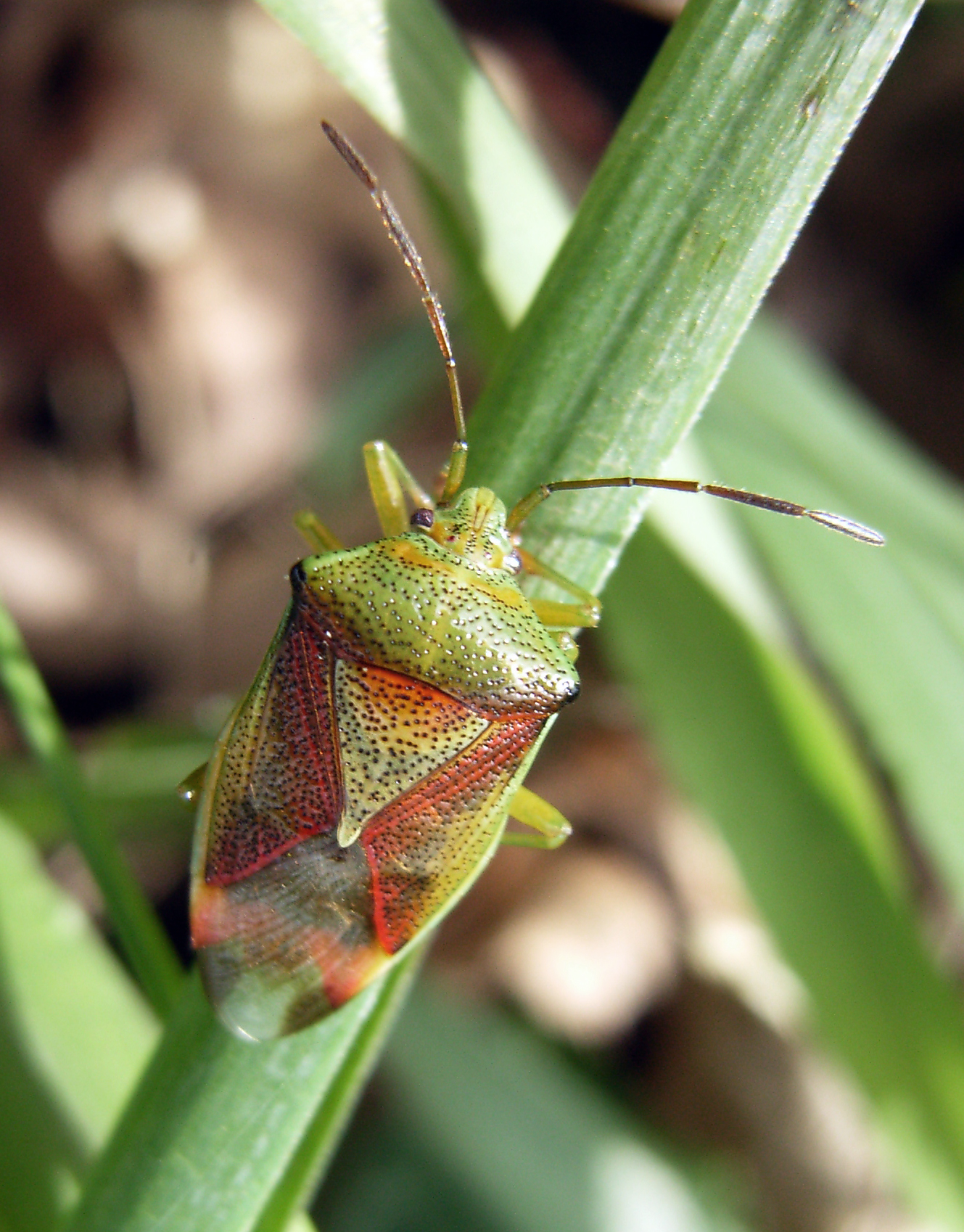
Bunte Blattwanze (Elasmostethus interstinctus)

Die relativ flachen Tiere erreichen Körperlängen zwischen 9 und 12 Millimetern. Die Grundfärbung der frühsommerlichen Tiere ist meist sehr intensiv. Die Insekten sind leuchtend grün mit intensiv roten Anteilen auf dem Halsschild (Pronotum), dem Schildchen (Scutellum), den Vorderflügeln (Hemielytren) und zum Teil der Oberseite des Hinterleibes. Die Körperoberseite verfügt über zahlreiche dunklere, meist schwarze Punktgruben. Die gelblichgrünen Füße (Tarsen) sind zweigliedrig. Das dritte Glied der fünfgliedrigen Fühler ist von innen gesehen um ein Viertel kürzer als das vierte.
Der kielartige Fortsatz der Mittelbrust erreicht vorne nicht den Hinterrand des Kopfes. Die Bunte Blattwanze unterscheidet sich hierin von der sehr ähnlichen Wipfel-Stachelwanze (Acanthosoma haemorrhoidale). Ihr Bauchkiel ist deutlich länger und ragt über den Hinterrand des Kopfes hinaus, nach hinten erreicht es die Mittelhüften. Darüber hinaus ist die Wipfel-Stachelwanze deutlich größer.